# Cican Stanković
Pour les articles homonymes, voir Stanković.
Cican Stanković, né le 4 novembre 1992 à Bijeljina en Bosnie-Herzégovine, est un footballeur international autrichien qui évolue au poste de gardien de but.

## Carrière

### En club
Cican Stanković joue dans différentes équipes de jeunes en Basse-Autriche (SV Pressbaum, FC Tulin, SV Königstetten, SC Muckendorf) avant son arrivée au SV Horn (en équipe de jeunes). Entre 2009 et 2013, il est titulaire au sein de l'équipe première du SV Horn, qui joue notamment dans la Ligue Régionale Est (troisième division) et en Erste Liga (deuxième division).
En 2013, il est transféré au SV Grödig en Bundesliga autrichienne (première division). Là-bas, il devient titulaire aux dépens de Kevin Fendt, disputant un total de 52 matchs en première division.
En août 2014, il est annoncé qu'il jouera la saison 2015-2016 en faveur du Red Bull Salzbourg. Avec cette équipe, il fait ses débuts en Ligue des champions, mais peine à gagner sa place de titulaire, en étant barré par l'expérimenté Alexander Walke.

### En sélection
Cican Stanković joue trois matchs en faveur de l'équipe d'Autriche espoirs.
Son choix pour l'équipe nationale senior fait débat puisqu'il peut choisir entre l'Autriche ou la Serbie (pays de ses parents).

## Statistiques
| Saison                | Club                  | Championnat           | Championnat | Championnat | Coupe(s) nationale(s) | Coupe(s) nationale(s) | Compétition(s) continentale(s) | Compétition(s) continentale(s) | Compétition(s) continentale(s) | Total | Total |
| Saison                | Club                  | Division              | M.          | B.          | M.                    | B.                    | Comp.                          | M.                             | B.                             | M.    | B.    |
| 2011-2012             | SV Horn               | Regionalliga          | 2           | 0           | -                     | -                     | -                              | -                              | -                              | 2     | 0     |
| 2012-2013             | SV Horn               | Erste Liga            | 34          | 0           | 1                     | 0                     | -                              | -                              | -                              | 35    | 0     |
| Sous-total            | Sous-total            | Sous-total            | 36          | 0           | 1                     | 0                     | -                              | -                              | -                              | 37    | 0     |
| 2013-2014             | SV Grödig             | Bundesliga            | 17          | 0           | -                     | -                     | -                              | -                              | -                              | 17    | 0     |
| 2014-2015             | SV Grödig             | Bundesliga            | 35          | 0           | 5                     | 0                     | C3                             | 4                              | 0                              | 44    | 0     |
| Sous-total            | Sous-total            | Sous-total            | 52          | 0           | 5                     | 0                     | -                              | 4                              | 0                              | 61    | 0     |
| 2015-2016             | Red Bull Salzbourg    | Bundesliga            | 5           | 0           | 2                     | 0                     | C1                             | 2                              | 0                              | 9     | 0     |
| 2016-2017             | Red Bull Salzbourg    | Bundesliga            | 2           | 0           | 6                     | 0                     | C3                             | 1                              | 0                              | 9     | 0     |
| 2017-2018             | Red Bull Salzbourg    | Bundesliga            | 9           | 0           | 6                     | 0                     | C1+C3                          | 1+2                            | 0                              | 18    | 0     |
| 2018-2019             | Red Bull Salzbourg    | Bundesliga            | 28          | 0           | 1                     | 0                     | C1                             | 4                              | 0                              | 33    | 0     |
| 2019-2020             | Red Bull Salzbourg    | Bundesliga            | 14          | 0           | 2                     | 0                     | C1                             | 4                              | 0                              | 20    | 0     |
| Sous-total            | Sous-total            | Sous-total            | 58          | 0           | 17                    | 0                     | -                              | 14                             | 0                              | 89    | 0     |
| Total sur la carrière | Total sur la carrière | Total sur la carrière | 146         | 0           | 23                    | 0                     | -                              | 18                             | 0                              | 187   | 0     |

## Palmarès
| SV Horn (1)                                                            | Red Bull Salzbourg (7) |
| ---------------------------------------------------------------------- | --- |
| - Championnat d'Autriche de troisième division (1) : - Champion : 2012 | - Championnat d'Autriche (4) : - Champion : 2016, 2017, 2018 et 2019 - Coupe d'Autriche (3) : - Vainqueur : 2016, 2017 et 2019 |

### Récompenses individuelles
Cican Stanković est élu gardien de la saison 2014-2015 de Bundesliga, par un panel de présidents, dirigeants et entraîneurs de tous les clubs de ce championnat.
En 2015, le CIES (Centre International d'Étude du Sport) publie un rapport présentant les joueurs susceptibles d'être les futures stars de demain. Cican Stanković y figure dans la catégorie des U23 (joueurs nés après le 1er janvier 1992) aux côtés de Thibaut Courtois et de Mathew Ryan.